# Phyllachora subtropica
Phyllachora subtropica är en svampart som beskrevs av Speg. 1891. Phyllachora subtropica ingår i släktet Phyllachora och familjen Phyllachoraceae.   Inga underarter finns listade i Catalogue of Life.